# Wilfried Homuth
Wilfried Homuth (* 13. Februar 1940 in Schwerin) ist ein deutscher Maler und Grafiker.

## Leben und Werk
Homuth absolvierte von 1955 bis 1959 eine Lehre als Maler und arbeitet dann in seinem Beruf. Von 1965 bis 1968 studierte er an der Fachschule für Angewandte Kunst Heiligendamm Dekorative Malerei. Er arbeitete danach freiberuflich, bis er von 1974 bis 1980 Malerei und Grafik an der Hochschule für Kunst und Design, Burg Giebichenstein studierte. Seit dem Diplomabschluss lebt und arbeitet er zurückgezogen und abseits des kommerziellen Kunstbetriebs als freischaffender Maler und Grafiker in Bad Doberan.
Seine Werke zeichnen sich durch eine expressive Form- und Bildsprache aus.
Homuth war von 1978 bis 1990 Mitglied des Verbands Bildender Künstler der DDR. 1984 erhielt er den Theodor-Körner-Preis.

## Werke (Auswahl)
- Strandspiel (1983, Öl, 90 × 70 cm; als Wandschmuck in der Oberschule Poseritz)[2]
- In der Ausstellung (1986/1987, Mischtechnik; auf der X. Kunstausstellung der DDR)[1]

## Ausstellungen (unvollständig)

### Einzelausstellungen
- 1999: Bad Doberan, Roter Pavillon (Malerei; mit Werner Zimmermann)
- 2017: Schwerin, Galerie im Theater (Zeichnungen und Collagen)[2]
- 2020: Bad Doberan, Roter Pavillon (Collagen/Grafiken; mit Gudrun Poetzsch, Soia Sophia Henseke und Ute Dreist)
- 2022: Bad Doberan, Roter Pavillon (GLAS klar; mit Regina und Norbert Kaufmann)[3]
- 2024: Bad Doberan, Ehm-Welk-Haus (Material-Collagen; mit Dagmar Haucke-Liebscher)[4]

### Teilnahme an zentralen und wichtigen regionalen Ausstellungen in der DDR
- 1983: Leipzig, Messehaus am Markt („Kunst und Sport“)
- 1984: Rostock, Bezirkskunstausstellung
- 1986: Magdeburg, Kloster Unser Lieben Frauen („Grafik in den Kämpfen unserer Tage“)
- 1987/1988: X. Kunstausstellung der DDR